# Léonce Dumoulin
Pour les articles homonymes, voir Dumoulin.
Léonce Dumoulin, né en 1865 à Limoges et mort en 1920 dans la même ville, est un sculpteur français.

## Biographie
Élève de Raoul Verlet à l'Académie Julian, membre du Salon des artistes français, il y obtient une mention honorable en 1906. 